# Іщенко Христина Володимирівна
Христи́на Володи́мирівна І́щенко (* 1987) — українська стрибунка у воду. Заслужений майстер спорту України (2005). Переможниця чемпіонатів Європи; срібна призерка чемпіонатів світу.

## З життєпису
Народилась 1987 року в місті Миколаїв. Закінчила Миколаївський університет (2009).
Виступає у парі з Олено Федоровою. Тренер – Тетяна Мар'янко. Від 2008 року працює тренером-викладачем у комплексній ДЮСШ спортивного товариства «Україна» (Миколаїв).
- Юніорський чемпіонат світу зі стрибків у воду
  - 2002 (Ахен); 3-метровий трамплін, бронзова нагорода
  - 2004 (Белем), золота нагорода
- Чемпіонат Європи з водних видів спорту 2004, стрибки у воду — бронза; вона і Олена Федорова
- Чемпіонат світу з водних видів спорту 2005 — бронзова нагорода; 3-метровий трамплін
- Чемпіонат Європи з водних видів спорту 2006 — бронзова нагорода; 3-метровий трамплін
- Чемпіонат Європи з плавання серед юніорів
  - 2002 (Женева), 3-метровий трамплін синхрон — золота нагорода; срібло — трамплін
  - 2003; Единбург, 3-метровий трамплін — золота нагорода
  - 2004; Ахен — синхрон; золота нагорода, срібло — трамплін; бронза — 1 метровий трамплін